# Ролд Амундсен (фудбалер)
Ролд Амундсен (18. септембар 1913 – 29. март 1985) био је норвешки фудбалски одбрамбени играч који је био члан репрезентације Норвешке на Светском првенству у фудбалу 1938. године. Амундсен је био резервни члан репрезентације и никада није одиграо ниједну утакмицу за Норвешку. Међутим, два пута је наступао као „Б“ репрезентативац.
На клупском нивоу, Амундсен је играо за Мјондален и био је члан екипе МИФ-а која је освојила Норвешки куп 1937. године.